# برایتن، انتاریو
برایتن، انتاریو (به انگلیسی: Brighton, Ontario) یک منطقهٔ مسکونی در کانادا است که در شهرستان نورث‌آمبرلند، انتاریو واقع شده‌است. برایتن ۱۰٬۹۲۸ نفر جمعیت دارد.